# Свети Пантелеймон (Влашка Блаца)
Вижте пояснителната страница за други значения на Свети Пантелеймон.
„Свети Пантелеймон“ (на гръцки: Αγίου Παντελεήμονος) е православен манастир край градчето Влашка Блаца (Власти), Егейска Македония, Гърция, част от Сисанийската и Сятищка епархия.
Манастирът е разположен на няколко километра северозападно от Блаца, в подножието на Мурик. Изграден е в 1890 година на основите на по-стар сакрален обект.